# Caroline Rauf
Caroline Tatjana Rauf, född 3 maj 1963 i London, är en svensk-brittisk skådespelare.
Rauf är utbildad vid Högskolan för scen och musik, Göteborgs universitet. Hon har varit verksam som skådespelare sedan 1988 och hon har arbetat i fria teatergrupper som Teater Giljotin, scenkonstgruppen Amazon med flera i Stockholm. Hon har också varit anställd vid Västerbottensteatern, Teater Västernorrland, Länsteatern Härjedalen/Jämtland, Regionteatern i Växjö, Norrbottensteatern, Riksteatern och 2013-2014 vid Helsingborgs stadsteater. 2023 medverkade hon i "Kebaben på skäret" vid Malmö Stadsteater. Caroline Rauf har framträtt i flera ledande roller i stora teaterproduktioner som exempelvis Mari i "Lilla Stjärna". Under 2002 gjorde hon en av huvudrollerna i filmen "Hus i helvete", Mamman Nana. Under 2012 gestaltade Caroline Rauf rollfiguren Kajs Bajsson i 16 avsnitt av tv-serien Biss och Kajs för barn och unga på Sveriges Television.  

## Filmografi
- 1989 – Med hoppet som vapen
- 1994 – Bara du & jag
- 1994 – Rederiet (TV-serie)
- 2000 – Före stormen
- 2000 – I skuggan av en tango
- 2002 – Hus i helvete
- 2003 – Kommer du med mig då
- 2006 – Van Veeteren – Moreno och tystnaden
- 2010 – Saltön (TV-serie)
- 2012 – Biss och Kajs (TV-serie)